# Lee Remick
Lee Remick (n. 14 decembrie 1935, Quincy, Massachusetts, SUA – d. 2 iulie 1991, Los Angeles, California, SUA)  a fost o actriță americană de teatru și film. În 1962 a fost nominalizată la Oscar pentru cea mai bună actriță în filmul Days of Wine and Roses iar în 1966 Tony Award pentru cea mai bună actriță într-o piesă prin performanța  din Așteaptă până se întunecă jucată pe Broadway.
Și-a făcut debutul în film în anul 1957 cu Un om în mulțime. Alte roluri de film au fost Anatomia unei crime (1959), Wild River (1960), The Detective (1968), Prevestirea (1976), și Europenii (1979). 

## Filmografie selectivă
- 1957 Un om în mulțime (A Face in the Crowd), regia Elia Kazan
- 1958 Lunga vară fierbinte (The Long, Hot Summer), regia Martin Ritt
- 1959 Anatomia unei crime (Anatomy of a Murder), regia Otto Preminger
- 1959 These Thousand Hills (These Thousand Hills), regia Richard Fleischer
- 1960 Wild River (Wild River), regia Elia Kazan
- 1961 Sanctuarul (Sanctuary), regia Tony Richardson
- 1962 Zile cu vin și trandafiri (Days of Wine and Roses), regia Blake Edwards
- 1962 Experiment in Terror (Experiment in Terror), regia Blake Edwards
- 1963 Fugarul (The Running Man), regia Carol Reed
- 1963 Getrennte Betten (The Wheeler Dealers), regia Arthur Hiller
- 1965 Die Lady und der Tramp (Baby the Rain Must Fall), regia Robert Mulligan
- 1965 O caravană americană (The Hallelujah Trail), regia John Sturges
- 1968 The Detective (The Detective), regia Gordon Douglas
- 1968 Bizarre Morde (No Way to Treat a Lady), regia Jack Smight
- 1969 Der Killer und die Dirne (Hard Contract), regia S. Lee Pogostin
- 1970 Die größten Gauner weit und breit (Loot), regia Silvio Narizzano
- 1970 Traue keinem Hausfreund (A Severed Head), regia Dick Clement
- 1970 Din când în când o idee mare (Sometimes a Great Notion), regia Paul Newman
- 1972 Niemand konnte sie retten (And No One Could Save Her), regia Kevin Billington
- 1973 Echilibru fragil (A Delicate Balance), regia Tony Richardson
- 1974 Trauma / Das Gewissen/Verfolgungsjagd um Mitternacht (Touch Me Not)
- 1975 Ein Mann namens Hennessy (Hennessy), regia Don Sharp
- 1975 Ein Mädchen, ein Muli und Omas Whisky (A Girl Named Sooner), regia Delbert Mann
- 1975 Unterm Strich (Hustling), regia Joseph Sargent
- 1976 Prevestirea (The Omen), regia Richard Donner
- 1977 Telefon, regia Don Siegel
- 1978 Wie ein Blitz aus heiterem Himmel (Breaking Up), regia Delbert Mann
- 1978 Atingerea meduzei (The Medusa Touch), regia Jack Gold
- 1979 Europenii (The Europeans), regia James Ivory
- 1979 Von der Liebe zerrissen (Torn Between Two Lovers), regia Delbert Mann
- 1980 Competiția (The Competition), regia Joel Oliansky
- 1980 Ein Sommer in Manhattan (Tribute), regia Bob Clark
- 1981 Der verhängnisvolle Brief (The Letter), regia John Erman
- 1984 Spiel mit der Angst (Rearview Mirror), regia Lou Antonio
- 1984 Liebesgefechte (A Good Sport), regia Lou Antonio
- 1985 Bluterbe (Of Pure Blood), regia Joseph Sargent
- 1986 Der Ausweg (Toughlove), regia Glenn Jordan
- 1986 Emmas Krieg (Emma's War), regia Clytie Jessop
- 1987 Anstiftung zum Mord (Nutcracker: Money, Madness and Murder), regia Paul Bogart
- 1987 James Stewart: (A Wonderful Life), regia David Heeley, Carol Burnett
- 1988 Jesse, rega Glenn Jordan
- 1989 Ocolul Pământului în 80 de zile (Around the World in 80 Days), regia Buzz Kulik
- 1989 Eintritt zur Hölle (Dark Holiday, / Passport to Terror), regia Lou Antonio
- 1989 Brücke zum Schweigen (Bridge to Silence), regia Karen Arthur